# Beemdkant
 (signalé en août 2025).
Si vous disposez d'ouvrages ou d'articles de référence ou si vous connaissez des sites web de qualité traitant du thème abordé ici, merci de compléter l'article en donnant les références utiles à sa vérifiabilité et en les liant à la section « Notes et références ».
- Archive Wikiwix
- Bing
- Cairn
- DuckDuckGo
- E. Universalis
- Gallica
- Google
- G. Books
- G. News
- G. Scholar
- Persée
- Qwant
- (zh) Baidu
- (ru) Yandex
- (wd) trouver des œuvres sur Wikidata

Beemdkant est un hameau à la périphérie de l'ancienne municipalité néerlandaise de Lieshout, qui fait maintenant partie de la municipalité de Laarbeek dans la province de Brabant-Septentrional.

## Histoire
Vers 1700, le territoire actuel de Beemdkant comptait treize fermes. L'une d'elles, la Plashoeve, était une possession de l'abbaye de Floreffe et occupait 24 hectares.